# Telesforo Aranzadi
Telesforo Aranzadi Unamuno (Vergara, 4 gennaio 1860 – Barcellona, 12 novembre 1945) è stato un antropologo spagnolo di origine basca, Dottore in Farmacia e Scienze Naturali, disegnatore scientifico, professore di Mineralogia e Zoologia presso la Facoltà di Farmacia dell'Università di Granada, professore di Botanica descrittiva presso la Facoltà di Farmacia dell'Università di Barcellona, professore di Antropologia presso l'Università di Barcellona.
Ma dato il suo nome all'Aranzadi Science Society ed è stato maestro di Julio Caro Baroja. È considerato il maggior studioso europeo dei Paesi Baschi e della popolazione di questi ultimi.

## Biografia

### Ricerca scientifica
Noto per i suoi studi pionieristici nel campo dell’antropologia fisica e per il contributo fondamentale allo sviluppo della scienza forense in Spagna. Ha svolto un'intensa attività di ricerca in diversi campi dell'antropologia e delle scienze naturali e parallelamente alla sua ricerca si è svolta un'intensa attività etnografica. Introducendo lo studio degli elementi della cultura materiale o della tecnologia rurale, dedicò anche parte del suo impegno e del suo tempo alla botanica e alla zoologia. La sua prima opera botanica, Funghi e funghi dei Paesi Baschi, ha come sfondo la vegetazione del paese.
Insieme a José Miguel de Barandiarán e al professor Enrique Eguren, nativo di Vitoria e professore all'Università di Oviedo, realizzò la prima campagna di scavo e ricerca nei dolmen di Aralar a Gipuzkoa. È così che si è formato il team di ricerca preistorica Aranzadi-Barandiarán-Eguren, che ha effettuato tante prospezioni, scavi e ricerche nei vent'anni successivi, fino a quando la guerra del 1936 non li ha dispersi. Durante questo periodo precedente la guerra civile, a questo gruppo si unì un giovanissimo Julio Caro Baroja, che Barandiarán e Aranzadi accolsero durante diverse vacanze estive del giovane Julio; svolgendo diverse attività archeologiche nella zona di Las Encartaciones prima e, successivamente, nella zona di Gipuzkoan di Icíar.
La sua produzione scritta supera il numero di trecento pubblicazioni, tra libri, articoli e altro.